# 散瞳

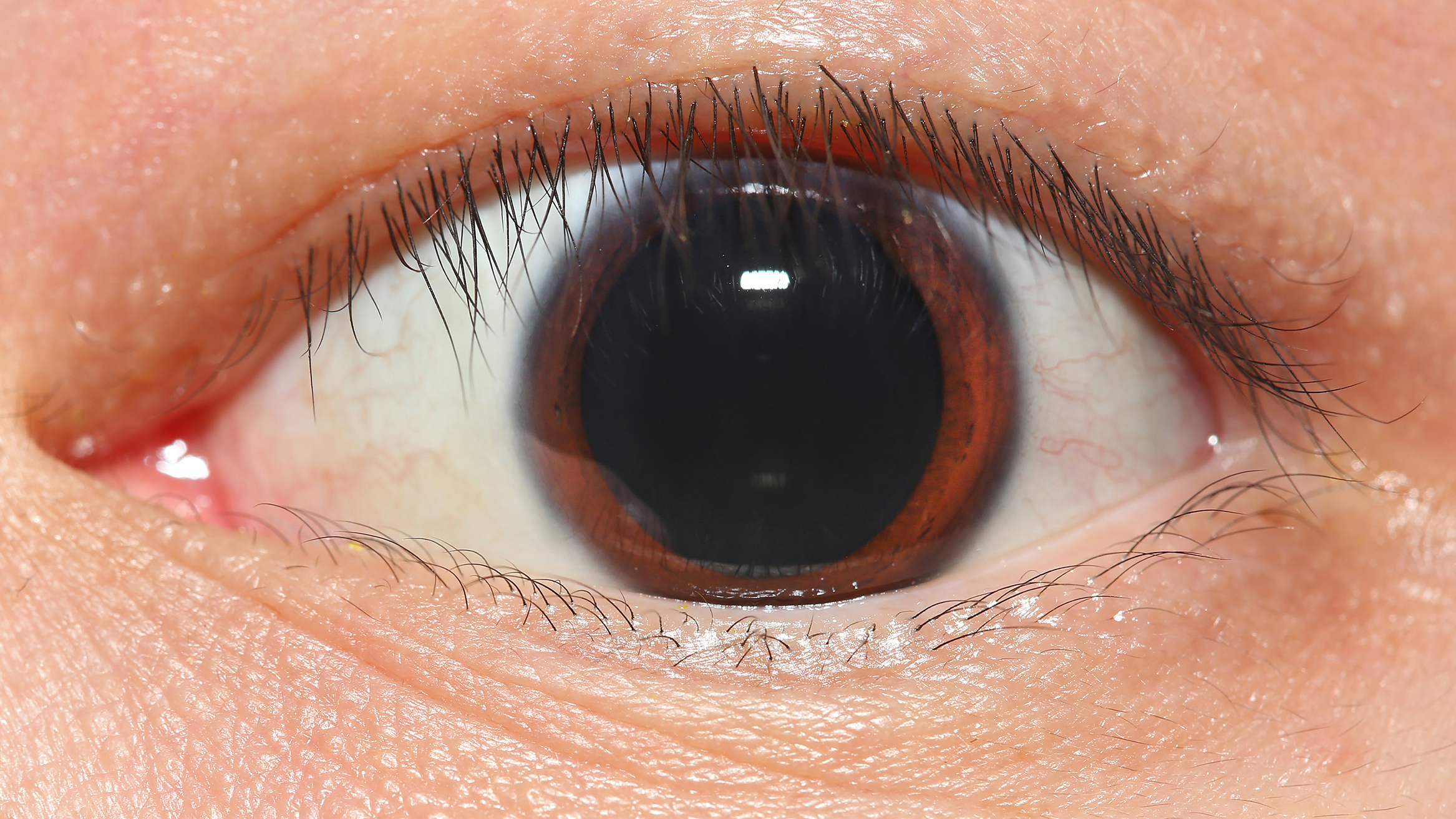
暗い部屋にいる人の散瞳

散瞳（さんどう、mydriasis）とは医学において、疾患や薬物、外傷によって瞳孔が過度に拡大する現象である。瞳孔は普通暗闇では拡大、光の下で収縮するが、散瞳の瞳孔は眩しい光の下でも過度に広がったままである。別名、瞳孔散大ともいう。一方、瞳孔の収縮は縮瞳である。

## メカニズム
瞳孔の大きさを調節する虹彩に関わる筋肉の形には2種類あり、円形と放射状である。前者は副交感神経系に、後者は交感神経系に刺激を受ける。α1アドレナリン受容体の交感神経刺激によって放射状筋肉の収縮が起こり、続いて瞳孔が散大する。一方副交感神経刺激で円形筋肉の収縮、続いて瞳孔が収縮する。
散瞳の原因はこの刺激の際に使われる物質による。たいていは、瞳孔収縮を引き起こす眼への副交感神経の断絶か交感神経系の過敏のいずれかである。
アトロピンはムスカリンアセチルコリン受容体の障害となる。アセチルコリンは副交感神経の神経伝達物質で、この作用が遮断されれば瞳孔は収縮しない。逆に交感神経系の神経伝達物質であるノルアドレナリンにより瞳孔散大が起こる。
コカインやメチレンジオキシメタンフェタミン（MDMA、エクスタシー）は神経シナプス内のノルアドレナリン再取り込みを抑制する。コカイン溶液が眼に滴下されればノルアドレナリンは神経によって再吸収されず、濃度は上昇する。

## 散瞳薬
mydriatics（散瞳薬）は瞳孔散大を誘引する物質である。硫酸アトロピン、塩酸フェニレフリン、トロピカミドなどの薬剤は医学において使用され、網膜や他の眼深部構造の診断や有痛性毛様体痙攣の緩和を可能にする。